# Nuno Vieira Campos
Nuno Vieira Campos (sinh ngày 13 tháng 6 năm 1993 ở Funchal, Madeira) là một cầu thủ bóng đá người Bồ Đào Nha thi đấu cho C.D. Nacional ở vị trí hậu vệ phải.